# Xenia dayi
Xenia dayi is een zachte koraalsoort uit de familie Xeniidae. De koraalsoort komt uit het geslacht Xenia. Xenia dayi werd in 1959 voor het eerst wetenschappelijk beschreven door Tixier-Durivault. 